# 자산관리
자산관리(Money management)는 투자관리(Investment management)라고도 불리는 지출 추적, 투자, 예산 책정, 은행 업무 및 세금 평가 프로세스이다.

## 자산관리 전문가
이런 자산관리를 하는 사람을 자산관리 전문가 또는 펀드 매니저라고 부른다. 투자신탁회사, 은행, 보험사, 투자자문사 등에서 자산운영을 담당하는 전문가이며 복수의 고객이 투자를 위탁한 기금을 주식, 채권 등에 투자해 수익을 거두게 하는 것이 주된 업무이다. 통상 자산 운용을 전문으로 하는 투자신탁회사의 주식운용부에 근무하는 사람을 가리킨다.
이들은 보통 손실위험을 피하기 위하여 주식, 채권, 파생금융상품, 현금 등으로 나누어 운용한다. 주식 쪽은 주식 펀드 매니저가 담당하고, 채권 쪽은 펀드 매니저가 담당해서 각자의 주식과 채권을 사고 파는 것이다. 이 가운데 주식은 가격변동이 워낙 심해 고난도의 기술이 요구된다. 그래서 요즘엔 펀드 매니저라는 말이 보통 주식투자 전문가를 일컫게 되었다.